# Климат Таллина
Кли́мат Та́ллина — переходный от умеренно-морского к умеренно континентальному с умеренно холодной, изменчивой зимой и прохладным летом. Среднегодовая температура — +5,9 °C. Среднегодовое количество осадков — 618 мм.

## Общая характеристика
Таллин расположен на берегу Финского залива Балтийского моря. Благодаря влиянию Гольфстрима зима теплее, чем в материковых районах Евразии. Лето сравнительно прохладное. Наиболее тёплый месяц года — июль, наиболее холодный — февраль. Преобладает пасмурная и облачная погода.

### Температура воздуха
Средняя температура воздуха в Таллине, по данным многолетних наблюдений, составляет +5,9 °C. Самый холодный месяц в городе — февраль со средней температурой −4,3 °C, в январе −3,4 °C. Самый тёплый месяц — июль, его среднесуточная температура +17,2 °C. Сравнительно небольшая амплитуда среднесуточных температур февраля и июля (21,5 °C) характеризует умеренность таллинского климата. Самая высокая температура, отмеченная в Таллине за весь период наблюдений, +34,3 °C (30 июля 1994 года), а самая низкая −33,0 °C (11 января 2003 года).
Погода с устойчивой положительной температурой устанавливается, в среднем, в конце марта, а с устойчивой средней температурой ниже нуля — в конце ноября—начале декабря.
| Максимальная и минимальная среднемесячная температура | Максимальная и минимальная среднемесячная температура | Максимальная и минимальная среднемесячная температура | Максимальная и минимальная среднемесячная температура | Максимальная и минимальная среднемесячная температура | Максимальная и минимальная среднемесячная температура | Максимальная и минимальная среднемесячная температура | Максимальная и минимальная среднемесячная температура | Максимальная и минимальная среднемесячная температура | Максимальная и минимальная среднемесячная температура | Максимальная и минимальная среднемесячная температура | Максимальная и минимальная среднемесячная температура | Максимальная и минимальная среднемесячная температура |
| Месяц                                                 | Янв                                                   | Фев                                                   | Мар                                                   | Апр                                                   | Май                                                   | Июн                                                   | Июл                                                   | Авг                                                   | Сен                                                   | Окт                                                   | Ноя                                                   | Дек                                                   |
| Самый тёплый, °C                                      | +3,0                                                  | +2,4                                                  | +3,0                                                  | +7,2                                                  | +14,6                                                 | +18,8                                                 | +21,5                                                 | +20,0                                                 | +15,4                                                 | +9,9                                                  | +5,3                                                  | +4,4                                                  |
| Самый холодный, °C                                    | −15,6                                                 | −16,4                                                 | −10,0                                                 | −2,4                                                  | +1,9                                                  | +9,2                                                  | +12,9                                                 | +12,2                                                 | +7,1                                                  | +1,2                                                  | −5,0                                                  | −10,6                                                 |
| ----------------------------------------------------- | ----------------------------------------------------- | ----------------------------------------------------- | ----------------------------------------------------- | ----------------------------------------------------- | ----------------------------------------------------- | ----------------------------------------------------- | ----------------------------------------------------- | ----------------------------------------------------- | ----------------------------------------------------- | ----------------------------------------------------- | ----------------------------------------------------- | ----------------------------------------------------- |

### Температура земли
| Среднесуточная температура земной поверхности | Среднесуточная температура земной поверхности | Среднесуточная температура земной поверхности | Среднесуточная температура земной поверхности | Среднесуточная температура земной поверхности | Среднесуточная температура земной поверхности | Среднесуточная температура земной поверхности | Среднесуточная температура земной поверхности | Среднесуточная температура земной поверхности | Среднесуточная температура земной поверхности | Среднесуточная температура земной поверхности | Среднесуточная температура земной поверхности | Среднесуточная температура земной поверхности |
| Янв                                           | Фев                                           | Мар                                           | Апр                                           | Май                                           | Июн                                           | Июл                                           | Авг                                           | Сен                                           | Окт                                           | Ноя                                           | Дек                                           | Год                                           |
| −6,9 °C                                       | −7,0 °C                                       | −2,5 °C                                       | +4,8 °C                                       | +12,1 °C                                      | +16,6 °C                                      | +18,7 °C                                      | +16,8 °C                                      | +11,2 °C                                      | +5,1 °C                                       | −1,1 °C                                       | −5,7 °C                                       | +5,3 °C                                       |
| --------------------------------------------- | --------------------------------------------- | --------------------------------------------- | --------------------------------------------- | --------------------------------------------- | --------------------------------------------- | --------------------------------------------- | --------------------------------------------- | --------------------------------------------- | --------------------------------------------- | --------------------------------------------- | --------------------------------------------- | --------------------------------------------- |

### Температура воды
В Таллине есть четыре популярных морских пляжа: Пирита, Штромка, Пикакари и Какумяэ. На Штромке, Пикакари и Какумяэ вода в июле-августе может прогреваться до +19 °C, в отдельные годы (например, в 2010) может достигать 22-23 °C. Вода на пляже Пирита летом, как правило, на 1-2 °C выше, в отдельные дни июля и августа может достигать +20 °C и выше. В то же время, температура воды летом может опускаться до +4…+8 °C даже в тёплые дни. Такое происходит в случае, если ветер дует с суши на воду и уносит тёплую прибрежную воду в открытое море.
| Температура морской воды в Таллине (1977—1991 гг.) | Температура морской воды в Таллине (1977—1991 гг.) | Температура морской воды в Таллине (1977—1991 гг.) | Температура морской воды в Таллине (1977—1991 гг.) | Температура морской воды в Таллине (1977—1991 гг.) | Температура морской воды в Таллине (1977—1991 гг.) | Температура морской воды в Таллине (1977—1991 гг.) | Температура морской воды в Таллине (1977—1991 гг.) | Температура морской воды в Таллине (1977—1991 гг.) | Температура морской воды в Таллине (1977—1991 гг.) | Температура морской воды в Таллине (1977—1991 гг.) | Температура морской воды в Таллине (1977—1991 гг.) | Температура морской воды в Таллине (1977—1991 гг.) | Температура морской воды в Таллине (1977—1991 гг.) |
| Месяц                                              | Янв                                                | Фев                                                | Мар                                                | Апр                                                | Май                                                | Июн                                                | Июл                                                | Авг                                                | Сен                                                | Окт                                                | Ноя                                                | Дек                                                | Год                                                |
| Абсолютный максимум                                | +3,8 °C                                            | +2,5 °C                                            | +3,1 °C                                            | +8,7 °C                                            | +15,2 °C                                           | +20,6 °C                                           | +24,3 °C                                           | +22,0 °C                                           | +18,9 °C                                           | +13,3 °C                                           | +9,5 °C                                            | +6,4 °C                                            | +24,3 °C                                           |
| Средняя                                            | +1,0 °C                                            | +0,5 °C                                            | +0,6 °C                                            | +2,3 °C                                            | +6,5 °C                                            | +11,8 °C                                           | +16,2 °C                                           | +16,8 °C                                           | +13,0 °C                                           | +9,5 °C                                            | +6,0 °C                                            | +2,8 °C                                            | +7,3 °C                                            |
| Абсолютный минимум                                 | −0,4 °C                                            | −0,5 °C                                            | −0,3 °C                                            | −0,1 °C                                            | +1,6 °C                                            | +2,6 °C                                            | +4,7 °C                                            | +6,0 °C                                            | +5,4 °C                                            | +4,8 °C                                            | +0,1 °C                                            | −0,3 °C                                            | −0,5 °C                                            |
| -------------------------------------------------- | -------------------------------------------------- | -------------------------------------------------- | -------------------------------------------------- | -------------------------------------------------- | -------------------------------------------------- | -------------------------------------------------- | -------------------------------------------------- | -------------------------------------------------- | -------------------------------------------------- | -------------------------------------------------- | -------------------------------------------------- | -------------------------------------------------- | -------------------------------------------------- |

| Температура воды в 2010 г. | Температура воды в 2010 г. | Температура воды в 2010 г. | Температура воды в 2010 г. | Температура воды в 2010 г. | Температура воды в 2010 г. | Температура воды в 2010 г. | Температура воды в 2010 г. | Температура воды в 2010 г. | Температура воды в 2010 г. | Температура воды в 2010 г. | Температура воды в 2010 г. | Температура воды в 2010 г. |
| Янв                        | Фев                        | Мар                        | Апр                        | Май                        | Июн                        | Июл                        | Авг                        | Сен                        | Окт                        | Ноя                        | Дек                        | Год                        |
| +1 °C                      | 0 °C                       | 0 °C                       | +2 °C                      | +5 °C                      | +11 °C                     | +19 °C                     | +19 °C                     | +15 °C                     | +10 °C                     | +7 °C                      | +3 °C                      | +8 °C                      |
| -------------------------- | -------------------------- | -------------------------- | -------------------------- | -------------------------- | -------------------------- | -------------------------- | -------------------------- | -------------------------- | -------------------------- | -------------------------- | -------------------------- | -------------------------- |

### Осадки, относительная влажность воздуха и облачность
Среднегодовая сумма осадков в Таллине — около 618 мм. Но количество выпадающих осадков существенно превышает испарение влаги, что обусловливает повышенное увлажнение. Влажность воздуха в Таллине всегда высокая. В среднем за год составляет около 81 %, летом — 75—83 %, а зимой — 79—88 %.
| Относительная влажность воздуха | Относительная влажность воздуха | Относительная влажность воздуха | Относительная влажность воздуха | Относительная влажность воздуха | Относительная влажность воздуха | Относительная влажность воздуха | Относительная влажность воздуха | Относительная влажность воздуха | Относительная влажность воздуха | Относительная влажность воздуха | Относительная влажность воздуха | Относительная влажность воздуха | Относительная влажность воздуха |
| Месяц                           | Янв                             | Фев                             | Мар                             | Апр                             | Май                             | Июн                             | Июл                             | Авг                             | Сен                             | Окт                             | Ноя                             | Дек                             | Год                             |
| Влажность воздуха, %            | 86                              | 84                              | 81                              | 76                              | 69                              | 73                              | 78                              | 81                              | 84                              | 84                              | 88                              | 87                              | 81                              |
| ------------------------------- | ------------------------------- | ------------------------------- | ------------------------------- | ------------------------------- | ------------------------------- | ------------------------------- | ------------------------------- | ------------------------------- | ------------------------------- | ------------------------------- | ------------------------------- | ------------------------------- | ------------------------------- |

Большая часть атмосферных осадков выпадает с июня по декабрь, максимум их приходится на сентябрь, а минимум — на февраль. В течение года среднее количество дней с осадками — около 207 (от 11 дней в мае до 23 дней в декабре и январе). Самым дождливым месяцем был август 2016 года, когда выпал 191 мм осадков (при норме 73 мм). Самым засушливым месяцем был сентябрь 1949 года, когда в Таллине выпало 0,8 мм осадков.
Нижняя облачность составляет 5,1 балла, общая облачность — 7,1 балла.
| Облачность                | Облачность | Облачность | Облачность | Облачность | Облачность | Облачность | Облачность | Облачность | Облачность | Облачность | Облачность | Облачность | Облачность |
| Месяц                     | Янв        | Фев        | Мар        | Апр        | Май        | Июн        | Июл        | Авг        | Сен        | Окт        | Ноя        | Дек        | Год        |
| Общая облачность, баллов  | 8,3        | 7,6        | 6,7        | 6,4        | 5,8        | 6,1        | 6,3        | 6,7        | 7,3        | 7,4        | 8,6        | 8,3        | 7,1        |
| Нижняя облачность, баллов | 7,0        | 5,9        | 4,8        | 4,0        | 2,9        | 3,2        | 3,6        | 4,0        | 5,0        | 5,8        | 7,6        | 7,3        | 5,1        |
| ------------------------- | ---------- | ---------- | ---------- | ---------- | ---------- | ---------- | ---------- | ---------- | ---------- | ---------- | ---------- | ---------- | ---------- |

| Число ясных, облачных и пасмурных дней при учёте общей облачности | Число ясных, облачных и пасмурных дней при учёте общей облачности | Число ясных, облачных и пасмурных дней при учёте общей облачности | Число ясных, облачных и пасмурных дней при учёте общей облачности | Число ясных, облачных и пасмурных дней при учёте общей облачности | Число ясных, облачных и пасмурных дней при учёте общей облачности | Число ясных, облачных и пасмурных дней при учёте общей облачности | Число ясных, облачных и пасмурных дней при учёте общей облачности | Число ясных, облачных и пасмурных дней при учёте общей облачности | Число ясных, облачных и пасмурных дней при учёте общей облачности | Число ясных, облачных и пасмурных дней при учёте общей облачности | Число ясных, облачных и пасмурных дней при учёте общей облачности | Число ясных, облачных и пасмурных дней при учёте общей облачности | Число ясных, облачных и пасмурных дней при учёте общей облачности |
| Месяц                                                             | Янв                                                               | Фев                                                               | Мар                                                               | Апр                                                               | Май                                                               | Июн                                                               | Июл                                                               | Авг                                                               | Сен                                                               | Окт                                                               | Ноя                                                               | Дек                                                               | Год                                                               |
| Ясных дней                                                        | 1                                                                 | 2                                                                 | 4                                                                 | 3                                                                 | 5                                                                 | 3                                                                 | 4                                                                 | 2                                                                 | 1                                                                 | 2                                                                 | 0                                                                 | 1                                                                 | 28                                                                |
| Облачных дней                                                     | 8                                                                 | 10                                                                | 12                                                                | 15                                                                | 17                                                                | 16                                                                | 15                                                                | 17                                                                | 15                                                                | 13                                                                | 8                                                                 | 8                                                                 | 154                                                               |
| Пасмурных дней                                                    | 22                                                                | 16                                                                | 15                                                                | 12                                                                | 9                                                                 | 10                                                                | 12                                                                | 12                                                                | 14                                                                | 17                                                                | 22                                                                | 22                                                                | 183                                                               |
| ----------------------------------------------------------------- | ----------------------------------------------------------------- | ----------------------------------------------------------------- | ----------------------------------------------------------------- | ----------------------------------------------------------------- | ----------------------------------------------------------------- | ----------------------------------------------------------------- | ----------------------------------------------------------------- | ----------------------------------------------------------------- | ----------------------------------------------------------------- | ----------------------------------------------------------------- | ----------------------------------------------------------------- | ----------------------------------------------------------------- | ----------------------------------------------------------------- |

| Число ясных, облачных и пасмурных дней при учёте нижней облачности | Число ясных, облачных и пасмурных дней при учёте нижней облачности | Число ясных, облачных и пасмурных дней при учёте нижней облачности | Число ясных, облачных и пасмурных дней при учёте нижней облачности | Число ясных, облачных и пасмурных дней при учёте нижней облачности | Число ясных, облачных и пасмурных дней при учёте нижней облачности | Число ясных, облачных и пасмурных дней при учёте нижней облачности | Число ясных, облачных и пасмурных дней при учёте нижней облачности | Число ясных, облачных и пасмурных дней при учёте нижней облачности | Число ясных, облачных и пасмурных дней при учёте нижней облачности | Число ясных, облачных и пасмурных дней при учёте нижней облачности | Число ясных, облачных и пасмурных дней при учёте нижней облачности | Число ясных, облачных и пасмурных дней при учёте нижней облачности | Число ясных, облачных и пасмурных дней при учёте нижней облачности |
| Месяц                                                              | Янв                                                                | Фев                                                                | Мар                                                                | Апр                                                                | Май                                                                | Июн                                                                | Июл                                                                | Авг                                                                | Сен                                                                | Окт                                                                | Ноя                                                                | Дек                                                                | Год                                                                |
| Ясных дней                                                         | 4                                                                  | 6                                                                  | 11                                                                 | 11                                                                 | 16                                                                 | 13                                                                 | 11                                                                 | 9                                                                  | 6                                                                  | 5                                                                  | 2                                                                  | 2                                                                  | 96                                                                 |
| Облачных дней                                                      | 11                                                                 | 11                                                                 | 11                                                                 | 13                                                                 | 13                                                                 | 14                                                                 | 17                                                                 | 19                                                                 | 19                                                                 | 16                                                                 | 12                                                                 | 13                                                                 | 169                                                                |
| Пасмурных дней                                                     | 16                                                                 | 11                                                                 | 9                                                                  | 5                                                                  | 2                                                                  | 2                                                                  | 2                                                                  | 3                                                                  | 5                                                                  | 10                                                                 | 17                                                                 | 16                                                                 | 98                                                                 |
| ------------------------------------------------------------------ | ------------------------------------------------------------------ | ------------------------------------------------------------------ | ------------------------------------------------------------------ | ------------------------------------------------------------------ | ------------------------------------------------------------------ | ------------------------------------------------------------------ | ------------------------------------------------------------------ | ------------------------------------------------------------------ | ------------------------------------------------------------------ | ------------------------------------------------------------------ | ------------------------------------------------------------------ | ------------------------------------------------------------------ | ------------------------------------------------------------------ |

### Скорость ветра
Средняя скорость ветра в городе — 4,1 м/с.
| Скорость ветра      | Скорость ветра | Скорость ветра | Скорость ветра | Скорость ветра | Скорость ветра | Скорость ветра | Скорость ветра | Скорость ветра | Скорость ветра | Скорость ветра | Скорость ветра | Скорость ветра | Скорость ветра |
| Месяц               | Янв            | Фев            | Мар            | Апр            | Май            | Июн            | Июл            | Авг            | Сен            | Окт            | Ноя            | Дек            | Год            |
| Скорость ветра, м/с | 4,6            | 4,3            | 4,1            | 4,1            | 3,9            | 3,7            | 3,3            | 3,4            | 3,8            | 4,2            | 4,5            | 4,7            | 4,1            |
| ------------------- | -------------- | -------------- | -------------- | -------------- | -------------- | -------------- | -------------- | -------------- | -------------- | -------------- | -------------- | -------------- | -------------- |

### Солнечная радиация
| Сумма солнечной радиации, кВтч/м² | Сумма солнечной радиации, кВтч/м² | Сумма солнечной радиации, кВтч/м² | Сумма солнечной радиации, кВтч/м² | Сумма солнечной радиации, кВтч/м² | Сумма солнечной радиации, кВтч/м² | Сумма солнечной радиации, кВтч/м² | Сумма солнечной радиации, кВтч/м² | Сумма солнечной радиации, кВтч/м² | Сумма солнечной радиации, кВтч/м² | Сумма солнечной радиации, кВтч/м² | Сумма солнечной радиации, кВтч/м² | Сумма солнечной радиации, кВтч/м² |
| Янв                               | Фев                               | Мар                               | Апр                               | Май                               | Июн                               | Июл                               | Авг                               | Сен                               | Окт                               | Ноя                               | Дек                               | Год                               |
| 12,1                              | 31,4                              | 76,6                              | 121,8                             | 174,2                             | 178,2                             | 175,2                             | 136,1                             | 81,6                              | 40,3                              | 15,9                              | 8,1                               | 1051,5                            |
| --------------------------------- | --------------------------------- | --------------------------------- | --------------------------------- | --------------------------------- | --------------------------------- | --------------------------------- | --------------------------------- | --------------------------------- | --------------------------------- | --------------------------------- | --------------------------------- | --------------------------------- |

### Солнечное сияние
Средняя продолжительность солнечного сияния в городе — 1922,7 часа в году.
| Продолжительность солнечного сияния (в 1991-2020 гг.) | Продолжительность солнечного сияния (в 1991-2020 гг.) | Продолжительность солнечного сияния (в 1991-2020 гг.) | Продолжительность солнечного сияния (в 1991-2020 гг.) | Продолжительность солнечного сияния (в 1991-2020 гг.) | Продолжительность солнечного сияния (в 1991-2020 гг.) | Продолжительность солнечного сияния (в 1991-2020 гг.) | Продолжительность солнечного сияния (в 1991-2020 гг.) | Продолжительность солнечного сияния (в 1991-2020 гг.) | Продолжительность солнечного сияния (в 1991-2020 гг.) | Продолжительность солнечного сияния (в 1991-2020 гг.) | Продолжительность солнечного сияния (в 1991-2020 гг.) | Продолжительность солнечного сияния (в 1991-2020 гг.) | Продолжительность солнечного сияния (в 1991-2020 гг.) |
| Месяц                                                 | Янв                                                   | Фев                                                   | Мар                                                   | Апр                                                   | Май                                                   | Июн                                                   | Июл                                                   | Авг                                                   | Сен                                                   | Окт                                                   | Ноя                                                   | Дек                                                   | Год                                                   |
| Солнечное сияние, часов                               | 29,7                                                  | 58,8                                                  | 148,4                                                 | 217,3                                                 | 306,0                                                 | 294,3                                                 | 312,1                                                 | 255,6                                                 | 162,3                                                 | 88,3                                                  | 29,1                                                  | 20,7                                                  | 1922,7                                                |
| ----------------------------------------------------- | ----------------------------------------------------- | ----------------------------------------------------- | ----------------------------------------------------- | ----------------------------------------------------- | ----------------------------------------------------- | ----------------------------------------------------- | ----------------------------------------------------- | ----------------------------------------------------- | ----------------------------------------------------- | ----------------------------------------------------- | ----------------------------------------------------- | ----------------------------------------------------- | ----------------------------------------------------- |

### Атмосферные явления
| Число дней с различными явлениями | Число дней с различными явлениями | Число дней с различными явлениями | Число дней с различными явлениями | Число дней с различными явлениями | Число дней с различными явлениями | Число дней с различными явлениями | Число дней с различными явлениями | Число дней с различными явлениями | Число дней с различными явлениями | Число дней с различными явлениями | Число дней с различными явлениями | Число дней с различными явлениями | Число дней с различными явлениями |
| Месяц                             | Янв                               | Фев                               | Мар                               | Апр                               | Май                               | Июн                               | Июл                               | Авг                               | Сен                               | Окт                               | Ноя                               | Дек                               | Год                               |
| Дождь                             | 9                                 | 7                                 | 11                                | 13                                | 11                                | 11                                | 13                                | 14                                | 18                                | 18                                | 18                                | 12                                | 155                               |
| Снег                              | 21                                | 17                                | 13                                | 7                                 | 0,6                               | 0                                 | 0                                 | 0                                 | 0,2                               | 3                                 | 12                                | 19                                | 93                                |
| Туман                             | 4                                 | 4                                 | 6                                 | 6                                 | 6                                 | 5                                 | 7                                 | 8                                 | 5                                 | 4                                 | 5                                 | 5                                 | 65                                |
| Гроза                             | 0,04                              | 0,04                              | 0                                 | 0,1                               | 2                                 | 3                                 | 4                                 | 4                                 | 2                                 | 0,2                               | 0,2                               | 0,04                              | 16                                |
| Роса                              | 0                                 | 0                                 | 0,08                              | 3                                 | 14                                | 16                                | 18                                | 20                                | 14                                | 8                                 | 1                                 | 0,2                               | 94                                |
| Иней                              | 9                                 | 11                                | 14                                | 11                                | 3                                 | 0,4                               | 0                                 | 0,04                              | 2                                 | 6                                 | 8                                 | 9                                 | 73                                |
| Метель                            | 6                                 | 4                                 | 3                                 | 1                                 | 0,08                              | 0                                 | 0                                 | 0                                 | 0                                 | 0,2                               | 2                                 | 4                                 | 20                                |
| Позёмок                           | 4                                 | 4                                 | 2                                 | 0,3                               | 0                                 | 0                                 | 0                                 | 0                                 | 0                                 | 0,04                              | 1                                 | 3                                 | 14                                |
| Гололёд                           | 2                                 | 2                                 | 0,7                               | 0,3                               | 0                                 | 0                                 | 0                                 | 0                                 | 0                                 | 0,2                               | 1                                 | 1                                 | 7                                 |
| Изморозь                          | 6                                 | 4                                 | 2                                 | 0,5                               | 0,04                              | 0                                 | 0                                 | 0                                 | 0                                 | 0,04                              | 0,8                               | 4                                 | 17                                |
| --------------------------------- | --------------------------------- | --------------------------------- | --------------------------------- | --------------------------------- | --------------------------------- | --------------------------------- | --------------------------------- | --------------------------------- | --------------------------------- | --------------------------------- | --------------------------------- | --------------------------------- | --------------------------------- |

## Характеристика сезонов года

### Зима

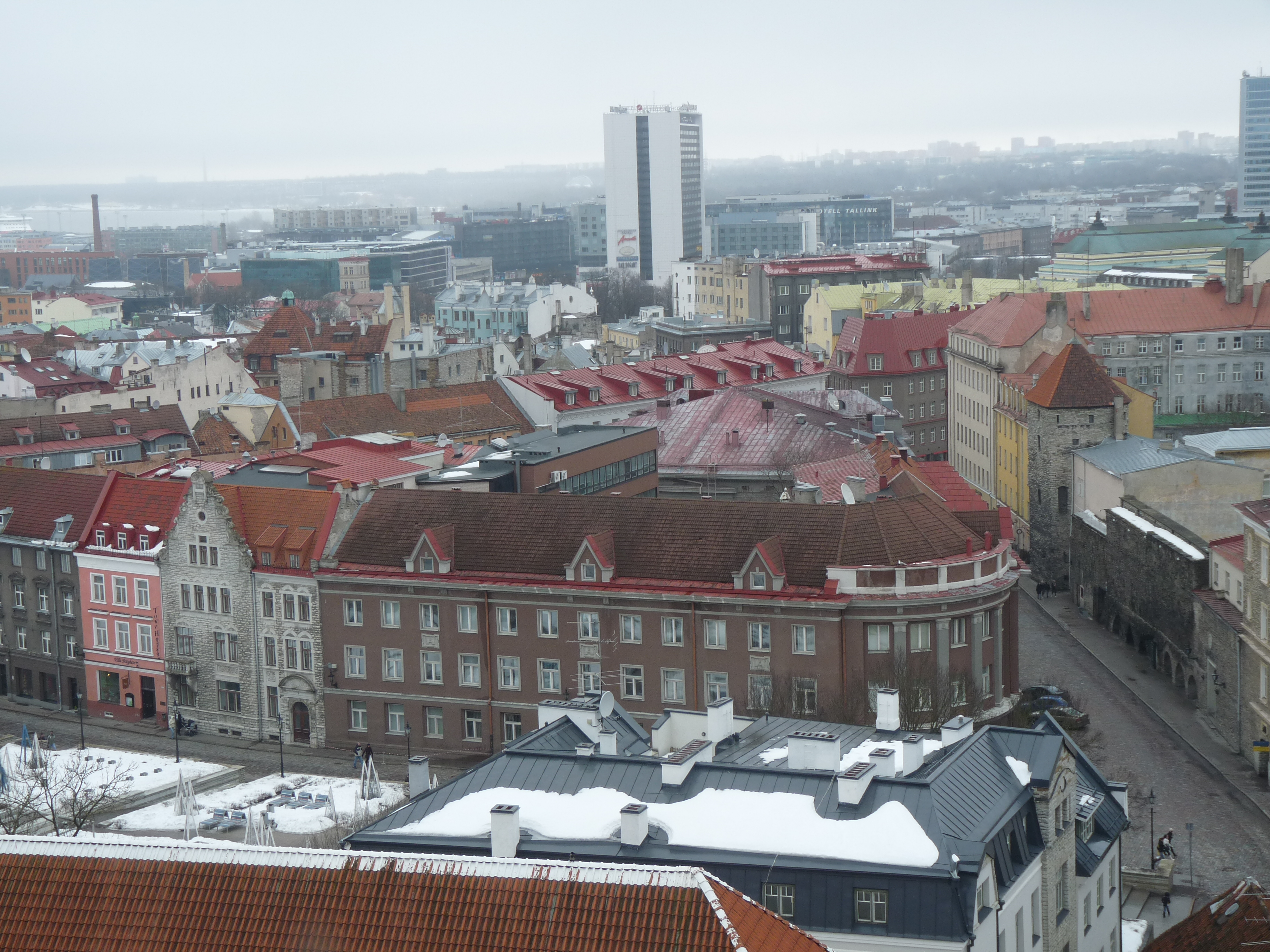
Типичный вид Таллина зимой

Зима наступает в Таллине обычно в начале—середине декабря; её начало совпадает с установлением снежного покрова (но бывают годы, когда снежный покров устанавливается только в середине января). В первой половине зимы погода, как правило, неустойчивая, пасмурная, с частыми оттепелями. Солнце стоит низко, день короткий, снежный покров небольшой. Вторая половина зимы заметно холоднее первой, с меньшим количеством пасмурных дней. В марте нередки обильные снегопады, которые сменяются морозной солнечной погодой.
Характер зимы в Таллине в значительной степени зависит от антициклонов и циклонов в Атлантике.

### Весна

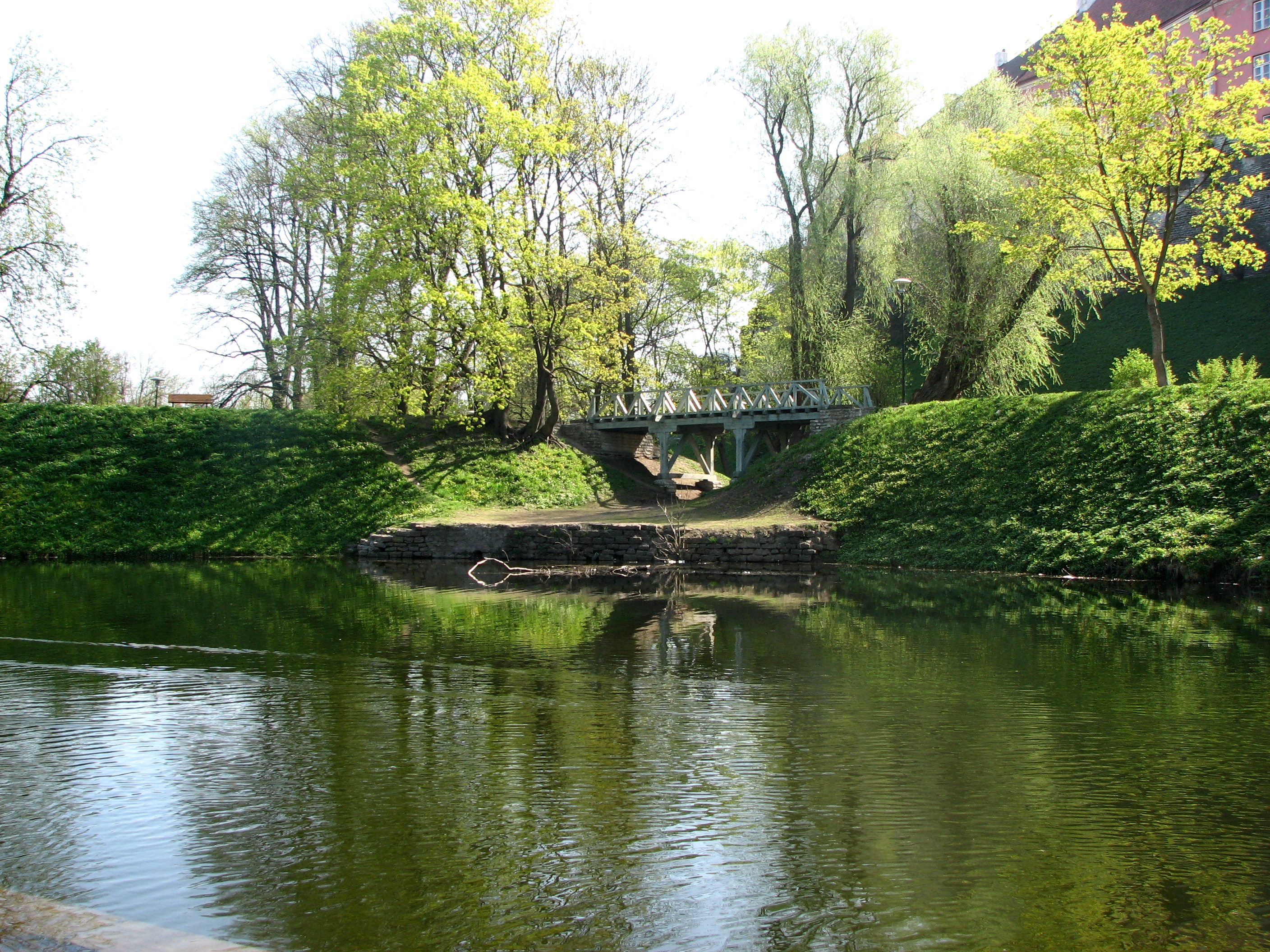
Пруд Шнелли поздней весной

Весна в Таллине обычно наступает в конце марта, когда сходит снежный покров. Весна наступает медленнее, чем в более континентальных районах: сказывается влияние охлаждённых за зиму крупных водоёмов. Средняя суточная температура выше 0 °C устанавливается в конце марта, достигает +5 °C к концу апреля и +10 °C в середине мая. Атмосферное давление весной наибольшее, и циклоны редки, поэтому погода сравнительно устойчивая. Число дней с осадками меньше, чем в другие периоды года, по сравнению с зимой меньше облачность (8—10 дней с ясной погодой), ниже относительная влажность воздуха (76 % в апреле и 69 % в мае). Однако нередко бывают возвраты холода, которые могут стать причиной снегопадов в апреле-мае. В мае, однако, снег выпадает не каждый год и быстро тает. В первой половине июня Таллин оказывается в области пониженного давления, и к нему с запада поступает атлантический воздух, приносящий облачную или пасмурную погоду.

### Лето

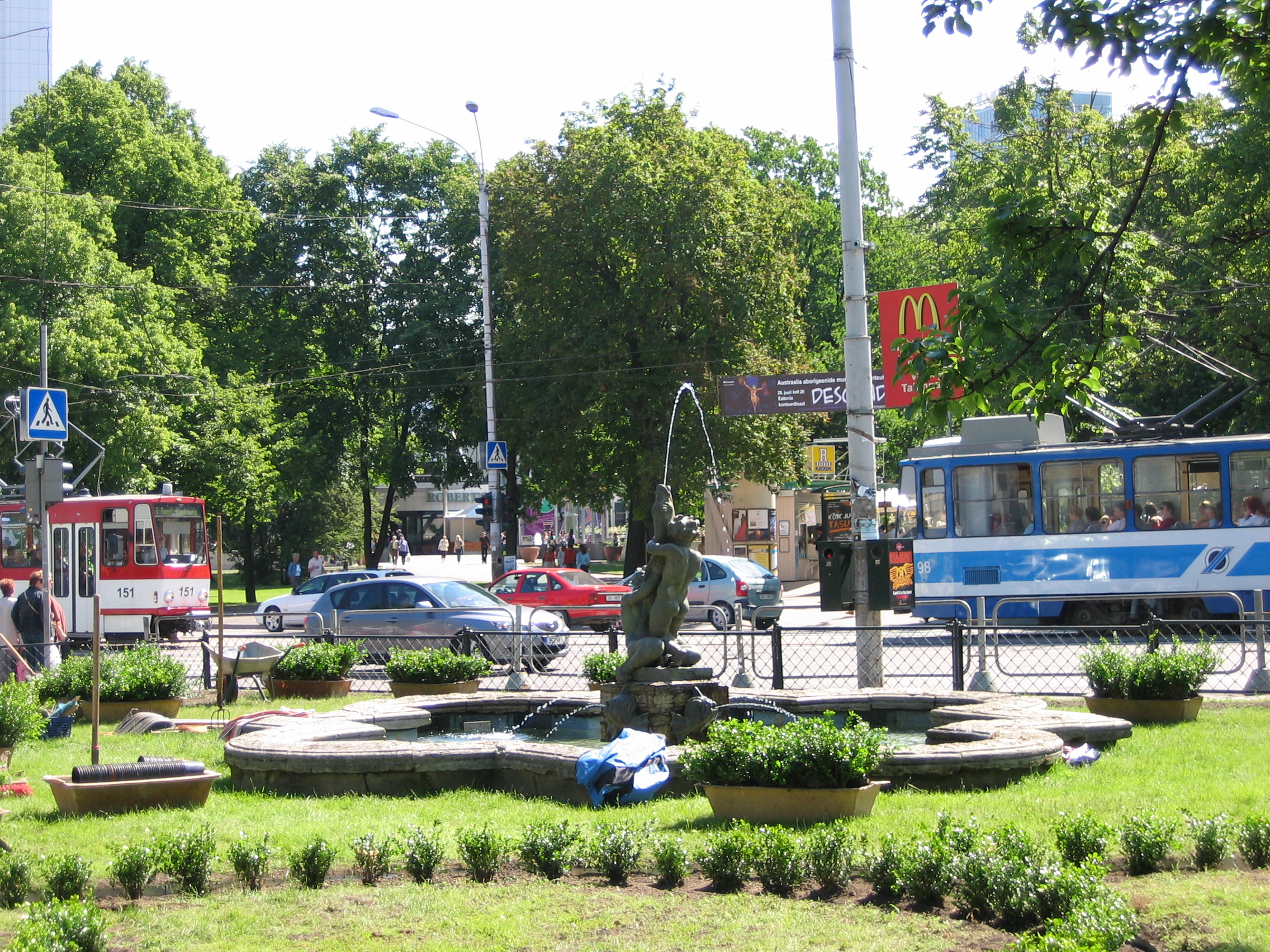
Летом 2007 года

Лето наступает во второй половине июня, после дня летнего солнцестояния. Погода становится более ясной, а воздух более тёплым (среднесуточная температура превышает +15 °C). В июле-августе среднесуточная температура воздуха довольно устойчива и колеблется в пределах +15…+18 °C. Максимальная температура (до +34,3 °C в 1994 г.) наблюдается в июле. Во второй половине лета циклоны бывают чаще и сильнее. Такая погода преобладает в годы с сильными циклонами.

### Осень

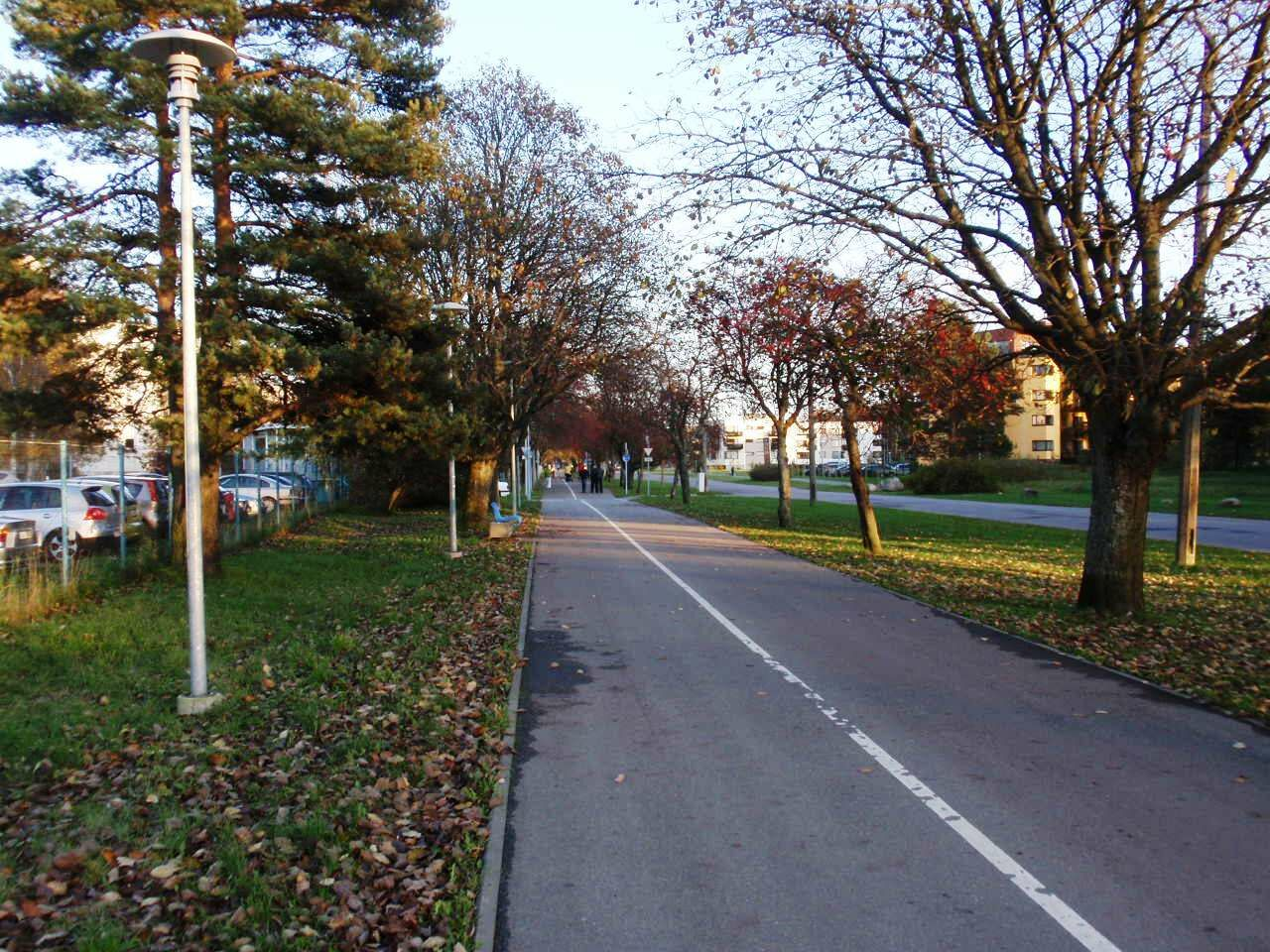
В Пыхья-Таллине 12 октября 2008 года

Осень наступает в конце августа — начале сентября. В среднем первый заморозок бывает в первой половине октября, самый ранний отмечен 9 сентября 1970 года. На почве заморозки наступают раньше. В течение первой половины сентября тёплая и сухая погода; среднесуточная температура обычно превышает +10 °C, хотя ночью возможны заморозки. Со второй половины сентября усиливается циклоническая деятельность, постепенно пасмурная, сырая и ветреная погода с моросящими дождями становится преобладающей; увеличивается облачность и относительная влажность (84—88 %), возрастает скорость ветра. Среднемесячная температура снижается с +10,6 °C в сентябре до +6,1 °C в октябре и до +1,4 °C в ноябре.
В конце сентября — начале октября бывает возврат тепла: на сравнительно короткое время устанавливается солнечная, тёплая и сухая погода. Это так называемое «бабье лето». В конце ноября — начале декабря среднесуточная температура падает ниже 0 °C. Наступает конец осени.

## Климатограмма
| Показатель                    | Янв.  | Фев. | Март  | Апр. | Май  | Июнь | Июль | Авг. | Сен. | Окт.  | Нояб. | Дек.  | Год   |
| ----------------------------- | ----- | ---- | ----- | ---- | ---- | ---- | ---- | ---- | ---- | ----- | ----- | ----- | ----- |
| Абсолютный максимум, °C       | 8,9   | 10,2 | 15,6  | 27,2 | 28,6 | 30,7 | 34,3 | 34,2 | 28,0 | 21,8  | 12,1  | 9,4   | 34,3  |
| Средний суточный максимум, °C | −1,4  | −1,8 | 2,0   | 8,2  | 14,9 | 19,1 | 21,2 | 19,9 | 14,5 | 9,1   | 3,3   | 0,3   | 9,1   |
| Средняя температура, °C       | −3,8  | −4,6 | −1,3  | 3,8  | 9,8  | 14,3 | 16,6 | 15,6 | 10,7 | 6,1   | 1,1   | −2,1  | 5,5   |
| Средний суточный минимум, °C  | −6,6  | −7,5 | −4,3  | 0,1  | 5,0  | 9,7  | 12,1 | 11,6 | 7,2  | 3,3   | −1,2  | −4,6  | 2,1   |
| Абсолютный минимум, °C        | −31,4 | −30  | −26,2 | −12  | −5   | 0,2  | 4,0  | 2,4  | −4,7 | −10,5 | −18,8 | −32,2 | −32,2 |
| Норма осадков, мм             | 51,2  | 33,9 | 34,9  | 36,4 | 36,6 | 60,7 | 76,8 | 82,8 | 74,6 | 75,8  | 69,2  | 60,5  | 693,5 |
| Температура воды, °C          | 1,0   | 0,5  | 0,6   | 2,3  | 6,5  | 11,8 | 16,2 | 16,8 | 13,0 | 9,5   | 6,0   | 2,8   | 7,3   |
| Источник: EMHI ЕСИМО          |       |      |       |      |      |      |      |      |      |       |       |       |       |

| Показатель                    | Янв.  | Фев. | Март  | Апр.  | Май  | Июнь | Июль | Авг. | Сен. | Окт.  | Нояб. | Дек. | Год   |
| ----------------------------- | ----- | ---- | ----- | ----- | ---- | ---- | ---- | ---- | ---- | ----- | ----- | ---- | ----- |
| Абсолютный максимум, °C       | 9,3   | 10,1 | 15,9  | 27,2  | 31,4 | 32,6 | 34,3 | 33,9 | 28,5 | 22,0  | 13,7  | 11,6 | 34,3  |
| Средний суточный максимум, °C | −1,2  | −1,6 | 2,3   | 9,2   | 15,2 | 18,8 | 21,8 | 20,4 | 15,2 | 9,4   | 3,4   | 0,3  | 9,4   |
| Средняя температура, °C       | −3,4  | −4,3 | −1    | 4,5   | 10,1 | 14,1 | 17,2 | 16,0 | 11,3 | 6,5   | 1,3   | −1,9 | 5,9   |
| Средний суточный минимум, °C  | −5,8  | −7   | −4,2  | 0,6   | 5,2  | 9,6  | 12,7 | 12,0 | 7,8  | 3,8   | −0,8  | −4,2 | 2,5   |
| Абсолютный минимум, °C        | −31,1 | −31  | −25,5 | −17,2 | −5   | 0,0  | 4,0  | 2,1  | −5   | −10,5 | −21,3 | −31  | −31,1 |
| Норма осадков, мм             | 49    | 32   | 31    | 30    | 36   | 57   | 74   | 73   | 60   | 65    | 61    | 49   | 618   |
| Источник: Погода и климат     |       |      |       |       |      |      |      |      |      |       |       |      |       |

| Показатель                                   | Янв.  | Фев.  | Март  | Апр. | Май  | Июнь | Июль | Авг. | Сен. | Окт.  | Нояб. | Дек.  | Год   |
| -------------------------------------------- | ----- | ----- | ----- | ---- | ---- | ---- | ---- | ---- | ---- | ----- | ----- | ----- | ----- |
| Абсолютный максимум, °C                      | 9,2   | 8,7   | 15,9  | 27,2 | 31,4 | 31,1 | 34,3 | 34,2 | 28,0 | 20,0  | 13,7  | 11,6  | 34,3  |
| Средний суточный максимум, °C                | −0,7  | −1    | 2,8   | 9,5  | 15,4 | 19,2 | 22,2 | 21,0 | 16,1 | 9,5   | 4,1   | 1,2   | 9,9   |
| Средняя температура, °C                      | −2,9  | −3,6  | −0,6  | 4,8  | 10,2 | 14,5 | 17,6 | 16,5 | 12,0 | 6,5   | 2,0   | −0,9  | 6,4   |
| Средний суточный минимум, °C                 | −5,5  | −6,2  | −3,7  | 0,7  | 5,2  | 9,8  | 13,1 | 12,3 | 8,4  | 3,7   | −0,2  | −3,1  | 2,9   |
| Абсолютный минимум, °C                       | −29,4 | −27,3 | −21,2 | −12  | −5   | 0,0  | 4,0  | 3,2  | −4,1 | −10,5 | −18,8 | −24,3 | −29,4 |
| Норма осадков, мм                            | 56    | 40    | 37    | 35   | 37   | 68   | 82   | 85   | 58   | 78    | 66    | 59    | 700   |
| Источник: Национальная служба погоды Эстонии |       |       |       |      |      |      |      |      |      |       |       |       |       |

## Изменение климата
Почти все абсолютные минимумы температуры в Таллине по месяцам были зарегистрированы в  XIX—XX веках, в то время как на XXI столетие приходится уже пять абсолютных максимумов. Следующие месяцы в XXI веке стали самыми тёплыми за историю метеонаблюдений в Таллине: март 2007 года, июль 2010 года, сентябрь и декабрь 2006 года, май 2018 года, январь и ноябрь 2020 года, июнь 2021 года. В то же время самые холодные месяцы наблюдались в XX веке (последний раз самым холодным стал август 1987 года).
| Показатель                                       | Янв. | Фев. | Март | Апр. | Май | Июнь | Июль | Авг. | Сен. | Окт. | Нояб. | Дек. | Год |
| ------------------------------------------------ | ---- | ---- | ---- | ---- | --- | ---- | ---- | ---- | ---- | ---- | ----- | ---- | --- |
| Средняя температура, °C                          | −5,3 | −5,5 | −2,1 | 3,4  | 9,6 | 14,4 | 16,3 | 15,3 | 10,9 | 6,4  | 1,3   | −2,7 | 5,2 |
| Источник: Северо-Евразийский Климатический Центр |      |      |      |      |     |      |      |      |      |      |       |      |     |

| Показатель                                       | Янв. | Фев. | Март | Апр. | Май  | Июнь | Июль | Авг. | Сен. | Окт. | Нояб. | Дек. | Год |
| ------------------------------------------------ | ---- | ---- | ---- | ---- | ---- | ---- | ---- | ---- | ---- | ---- | ----- | ---- | --- |
| Средняя температура, °C                          | −3,8 | −4,8 | −1   | 4,7  | 10,4 | 14,6 | 17,3 | 16,1 | 11,6 | 6,9  | 1,7   | −1,5 | 6,0 |
| Источник: Северо-Евразийский Климатический Центр |      |      |      |      |      |      |      |      |      |      |       |      |     |

| \| Среднемесячная температура с 2001 года[3] \| Среднемесячная температура с 2001 года[3] \| Среднемесячная температура с 2001 года[3] \| Среднемесячная температура с 2001 года[3] \| Среднемесячная температура с 2001 года[3] \| Среднемесячная температура с 2001 года[3] \| Среднемесячная температура с 2001 года[3] \| Среднемесячная температура с 2001 года[3] \| Среднемесячная температура с 2001 года[3] \| Среднемесячная температура с 2001 года[3] \| Среднемесячная температура с 2001 года[3] \| Среднемесячная температура с 2001 года[3] \| Среднемесячная температура с 2001 года[3] \| Среднемесячная температура с 2001 года[3] \| \| Месяц \| Янв \| Фев \| Мар \| Апр \| Май \| Июн \| Июл \| Авг \| Сен \| Окт \| Ноя \| Дек \| Год \| \| 2001 год, °C \| −0,9 \| −4,6 \| −2,2 \| 5,9 \| 9,6 \| 13,6 \| 20,0 \| 16,3 \| 12,3 \| 8,8 \| 1,1 \| −6,4 \| 6,1 \| \| 2002 год, °C \| −1,8 \| 0,3 \| 1,2 \| 5,5 \| 12,1 \| 15,6 \| 18,8 \| 18,5 \| 11,7 \| 1,9 \| −1,0 \| −6,9 \| 6,3 \| \| 2003 год, °C \| −7,1 \| −5,4 \| −0,7 \| 2,2 \| 10,2 \| 12,9 \| 19,8 \| 16,2 \| 12,2 \| 4,7 \| 3,3 \| 0,6 \| 5,8 \| \| 2004 год, °C \| −6,3 \| −3,6 \| −0,3 \| 5,1 \| 10,1 \| 12,9 \| 16,3 \| 17,2 \| 12,7 \| 6,5 \| 1,2 \| 0,9 \| 6,1 \| \| 2005 год, °C \| −0,6 \| −4,9 \| −5,4 \| 4,6 \| 10,1 \| 13,8 \| 18,2 \| 16,5 \| 12,9 \| 7,8 \| 4,1 \| −2,2 \| 6,3 \| \| 2006 год, °C \| −3,8 \| −7,4 \| −4,9 \| 5,1 \| 10,0 \| 15,7 \| 19,0 \| 17,7 \| 14,4 \| 8,7 \| 3,2 \| 4,4 \| 6,9 \| \| 2007 год, °C \| −0,9 \| −8,1 \| 2,9 \| 4,8 \| 10,8 \| 15,2 \| 16,8 \| 17,9 \| 11,8 \| 7,2 \| 0,8 \| 2,4 \| 6,8 \| \| 2008 год, °C \| −0,5 \| 1,4 \| 0,8 \| 6,1 \| 10,0 \| 14,0 \| 16,7 \| 15,4 \| 10,6 \| 8,9 \| 2,9 \| 0,4 \| 7,2 \| \| 2009 год, °C \| −1,8 \| −4,3 \| −0,7 \| 5,4 \| 10,9 \| 13,6 \| 17,1 \| 16,2 \| 13,6 \| 5,0 \| 2,8 \| −3,9 \| 6,2 \| \| 2010 год, °C \| −11,0 \| −7,7 \| −1,8 \| 4,9 \| 11,0 \| 13,7 \| 21,5 \| 17,7 \| 11,6 \| 4,6 \| 0,4 \| −6,3 \| 4,9 \| \| 2011 год, °C \| −3,5 \| −9,6 \| −1,0 \| 5,2 \| 10,2 \| 16,9 \| 20,1 \| 16,6 \| 13,1 \| 8,2 \| 5,0 \| 2,0 \| 7,0 \| \| 2012 год, °C \| −4,7 \| −8,1 \| 0,2 \| 4,5 \| 10,9 \| 12,6 \| 17,7 \| 15,2 \| 12,4 \| 6,3 \| 3,3 \| −6,7 \| 5,3 \| \| 2013 год, °C \| −4,4 \| −2,4 \| −5,9 \| 3,1 \| 11,9 \| 16,9 \| 17,6 \| 16,8 \| 12,1 \| 7,5 \| 4,5 \| 2,3 \| 6,7 \| \| 2014 год, °C \| −6,6 \| −0,1 \| 2,0 \| 5,2 \| 10,9 \| 12,7 \| 19,3 \| 17,3 \| 12,6 \| 6,3 \| 1,9 \| −0,4 \| 6,8 \| \| 2015 год, °C \| −0,9 \| 0,2 \| 2,8 \| 5,0 \| 9,9 \| 13,5 \| 15,9 \| 16,6 \| 13,0 \| 5,9 \| 4,8 \| 3,3 \| 7,5 \| \| 2016 год, °C \| −7,2 \| 0,6 \| 0,5 \| 5,3 \| 12,6 \| 15,2 \| 17,4 \| 15,9 \| 12,8 \| 5,0 \| 0,1 \| 0,9 \| 6,6 \| \| 2017 год, °C \| −1,8 \| −2,3 \| 1,0 \| 2,9 \| 9,4 \| 13,2 \| 15,5 \| 16,2 \| 12,2 \| 5,7 \| 3,0 \| 1,1 \| 6,3 \| \| 2018 год, °C \| −1,7 \| −6,4 \| −3,1 \| 5,8 \| 14,6 \| 15,4 \| 20,7 \| 18,5 \| 14,0 \| 7,5 \| 3,6 \| −1,6 \| 7,3 \| \| 2019 год, °C \| −4,1 \| 0,4 \| 1,0 \| 6,4 \| 10,2 \| 17,6 \| 16,9 \| 16,6 \| 12,3 \| 7,1 \| 3,0 \| 2,5 \| 7,2 \| \| 2020 год, °C \| 3,0 \| 1,5 \| 2,2 \| 4,6 \| 8,8 \| 16,8 \| 16,0 \| 16,7 \| 13,9 \| 9,3 \| 5,3 \| 0,2 \| 8,2 \| \| 2021 год, °C \| −2,7 \| −5,2 \| 0,2 \| 4,3 \| 10,2 \| 18,8 \| 20,9 \| 15,5 \| 10,6 \| 8,5 \| 3,2 \| −4,2 \| 6,7 \| \| 2022 год, °C \| −1,6 \| −0,4 \| 0,9 \| 3,4 \| 9,5 \| 16,8 \| 17,9 \| 19,9 \| 10,2 \| 8,8 \| 2,8 \| −2,9 \| 7,1 \| \| 2023 год, °C \| −1,0 \| −1,0 \| 0,2 \| 5,8 \| 10,4 \| 16,2 \| 16,2 \| 17,7 \| 15,2 \| 5,8 \| 1,1 \| –2,9 \| 7,0 \| \| 2024 год, °C \| −6,3 \| −1,3 \| 2,0 \| 4,8 \| 13,6 \| 16,4 \| 18,7 \| 17,7 \| 15,4 \| 8,8 \| 4,4 \| 1,4 \| 8,0 \| \| ----------------------------------------- \| ----------------------------------------- \| ----------------------------------------- \| ----------------------------------------- \| ----------------------------------------- \| ----------------------------------------- \| ----------------------------------------- \| ----------------------------------------- \| ----------------------------------------- \| ----------------------------------------- \| ----------------------------------------- \| ----------------------------------------- \| ----------------------------------------- \| ----------------------------------------- \| - Климат Тарту - Погода в Таллине Архивная копия от 25 сентября 2020 на Wayback Machine (Погода в Таллине сейчас и прогноз) 1. 2. 3. 4. 5. 6. 7. 8. |       |      |      |     |      |      |      |      |      |     |      |      |     |
| Среднемесячная температура с 2001 года |       |      |      |     |      |      |      |      |      |     |      |      |     |
| Месяц | Янв   | Фев  | Мар  | Апр | Май  | Июн  | Июл  | Авг  | Сен  | Окт | Ноя  | Дек  | Год |
| 2001 год, °C | −0,9  | −4,6 | −2,2 | 5,9 | 9,6  | 13,6 | 20,0 | 16,3 | 12,3 | 8,8 | 1,1  | −6,4 | 6,1 |
| 2002 год, °C | −1,8  | 0,3  | 1,2  | 5,5 | 12,1 | 15,6 | 18,8 | 18,5 | 11,7 | 1,9 | −1,0 | −6,9 | 6,3 |
| 2003 год, °C | −7,1  | −5,4 | −0,7 | 2,2 | 10,2 | 12,9 | 19,8 | 16,2 | 12,2 | 4,7 | 3,3  | 0,6  | 5,8 |
| 2004 год, °C | −6,3  | −3,6 | −0,3 | 5,1 | 10,1 | 12,9 | 16,3 | 17,2 | 12,7 | 6,5 | 1,2  | 0,9  | 6,1 |
| 2005 год, °C | −0,6  | −4,9 | −5,4 | 4,6 | 10,1 | 13,8 | 18,2 | 16,5 | 12,9 | 7,8 | 4,1  | −2,2 | 6,3 |
| 2006 год, °C | −3,8  | −7,4 | −4,9 | 5,1 | 10,0 | 15,7 | 19,0 | 17,7 | 14,4 | 8,7 | 3,2  | 4,4  | 6,9 |
| 2007 год, °C | −0,9  | −8,1 | 2,9  | 4,8 | 10,8 | 15,2 | 16,8 | 17,9 | 11,8 | 7,2 | 0,8  | 2,4  | 6,8 |
| 2008 год, °C | −0,5  | 1,4  | 0,8  | 6,1 | 10,0 | 14,0 | 16,7 | 15,4 | 10,6 | 8,9 | 2,9  | 0,4  | 7,2 |
| 2009 год, °C | −1,8  | −4,3 | −0,7 | 5,4 | 10,9 | 13,6 | 17,1 | 16,2 | 13,6 | 5,0 | 2,8  | −3,9 | 6,2 |
| 2010 год, °C | −11,0 | −7,7 | −1,8 | 4,9 | 11,0 | 13,7 | 21,5 | 17,7 | 11,6 | 4,6 | 0,4  | −6,3 | 4,9 |
| 2011 год, °C | −3,5  | −9,6 | −1,0 | 5,2 | 10,2 | 16,9 | 20,1 | 16,6 | 13,1 | 8,2 | 5,0  | 2,0  | 7,0 |
| 2012 год, °C | −4,7  | −8,1 | 0,2  | 4,5 | 10,9 | 12,6 | 17,7 | 15,2 | 12,4 | 6,3 | 3,3  | −6,7 | 5,3 |
| 2013 год, °C | −4,4  | −2,4 | −5,9 | 3,1 | 11,9 | 16,9 | 17,6 | 16,8 | 12,1 | 7,5 | 4,5  | 2,3  | 6,7 |
| 2014 год, °C | −6,6  | −0,1 | 2,0  | 5,2 | 10,9 | 12,7 | 19,3 | 17,3 | 12,6 | 6,3 | 1,9  | −0,4 | 6,8 |
| 2015 год, °C | −0,9  | 0,2  | 2,8  | 5,0 | 9,9  | 13,5 | 15,9 | 16,6 | 13,0 | 5,9 | 4,8  | 3,3  | 7,5 |
| 2016 год, °C | −7,2  | 0,6  | 0,5  | 5,3 | 12,6 | 15,2 | 17,4 | 15,9 | 12,8 | 5,0 | 0,1  | 0,9  | 6,6 |
| 2017 год, °C | −1,8  | −2,3 | 1,0  | 2,9 | 9,4  | 13,2 | 15,5 | 16,2 | 12,2 | 5,7 | 3,0  | 1,1  | 6,3 |
| 2018 год, °C | −1,7  | −6,4 | −3,1 | 5,8 | 14,6 | 15,4 | 20,7 | 18,5 | 14,0 | 7,5 | 3,6  | −1,6 | 7,3 |
| 2019 год, °C | −4,1  | 0,4  | 1,0  | 6,4 | 10,2 | 17,6 | 16,9 | 16,6 | 12,3 | 7,1 | 3,0  | 2,5  | 7,2 |
| 2020 год, °C | 3,0   | 1,5  | 2,2  | 4,6 | 8,8  | 16,8 | 16,0 | 16,7 | 13,9 | 9,3 | 5,3  | 0,2  | 8,2 |
| 2021 год, °C | −2,7  | −5,2 | 0,2  | 4,3 | 10,2 | 18,8 | 20,9 | 15,5 | 10,6 | 8,5 | 3,2  | −4,2 | 6,7 |
| 2022 год, °C | −1,6  | −0,4 | 0,9  | 3,4 | 9,5  | 16,8 | 17,9 | 19,9 | 10,2 | 8,8 | 2,8  | −2,9 | 7,1 |
| 2023 год, °C | −1,0  | −1,0 | 0,2  | 5,8 | 10,4 | 16,2 | 16,2 | 17,7 | 15,2 | 5,8 | 1,1  | –2,9 | 7,0 |
| 2024 год, °C | −6,3  | −1,3 | 2,0  | 4,8 | 13,6 | 16,4 | 18,7 | 17,7 | 15,4 | 8,8 | 4,4  | 1,4  | 8,0 |